# Asarum constrictum
Asarum constrictum är en piprankeväxtart som beskrevs av Maekawa. Asarum constrictum ingår i släktet hasselörter, och familjen piprankeväxter. Inga underarter finns listade i Catalogue of Life.